# Stadtkirche Adelsheim

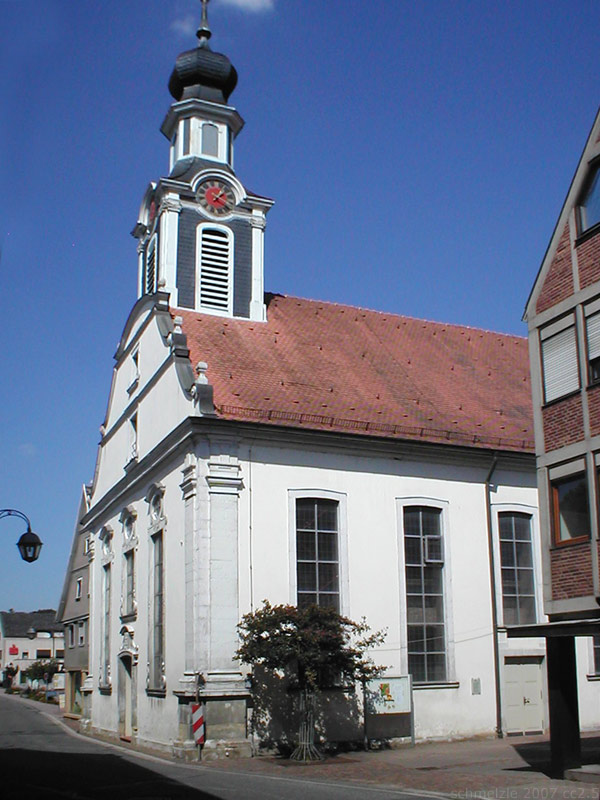
Stadtkirche Adelsheim

Die Stadtkirche Adelsheim ist ein nach dem Denkmalschutzgesetz geschütztes Kulturdenkmal in der Gemeinde Adelsheim, einer Kleinstadt im Neckar-Odenwald-Kreis von Baden-Württemberg. Sie gehört zum Kirchenbezirk Adelsheim-Boxberg der Evangelischen Landeskirche in Baden.

## Beschreibung
Die Grundsteinlegung der giebelständigen Saalkirche anstelle des 1750 abgerissenen Vorgängerbaus erfolgte am 26. Mai 1766. Der Bau besteht aus einem verputzten Langhaus aus fünf Achsen und einem eingezogenen, dreiseitig geschlossenen Chor im Osten. Die Fassade im Westen, in der sich das Portal befindet, hat Pilaster an den Ecken und ist mit einem Schweifgiebel bedeckt. Oberhalb des Giebels erhebt sich ein Dachreiter, der die Turmuhr und den Glockenstuhl beherbergt, auf dem eine Laterne sitzt, die mit einer Zwiebelhaube bekrönt ist.
Der mit einer Flachdecke überspannte Innenraum, der 1965 saniert wurde, weist Emporen auf der Nord-, Süd- und Westseite auf. Die Orgel wurde von der Giengener Orgelmanufaktur Gebr. Link erbaut.